# Alexandre Chaponnier
Alexandre Chaponnier dit aussi Chaponnière (Genève, 1753 - Paris, 28 mars 1835) est un dessinateur et graveur franco-genevois, ayant travaillé à Paris.

## Biographie
Né Alexandre Chaponnière dans la république de Genève, il étudie l'art de la gravure à Paris où il passe l'essentiel de sa vie. Il privilégie le pointillé.
En 1790, il réside rue Saint-Honoré, entre la rue des Bons-Enfants et le Palais-Royal, maison du parfumeur.
En 1803, il illustre l'ouvrage d'Étienne Pierre Ventenat, Le Jardin de la Malmaison (Paris, Craquelet).
Sa production, assez abondante, comprend des interprétations de scènes d'après Boizot, J.-Frédéric Cazenave, Bessa, Fleury, Huet, Regnault, Boilly,  Prud'hon, Schall — ces dernières, seraient, avec celles de Boilly, ses meilleures estampes —, Van Spaendonck, Opie...
Il a un fils aquarelliste et médecin, né en 1793, qui signe « Chaponnier fils » et plus connu sous le nom de Polyanthe.

Œuvres de Chaponnier
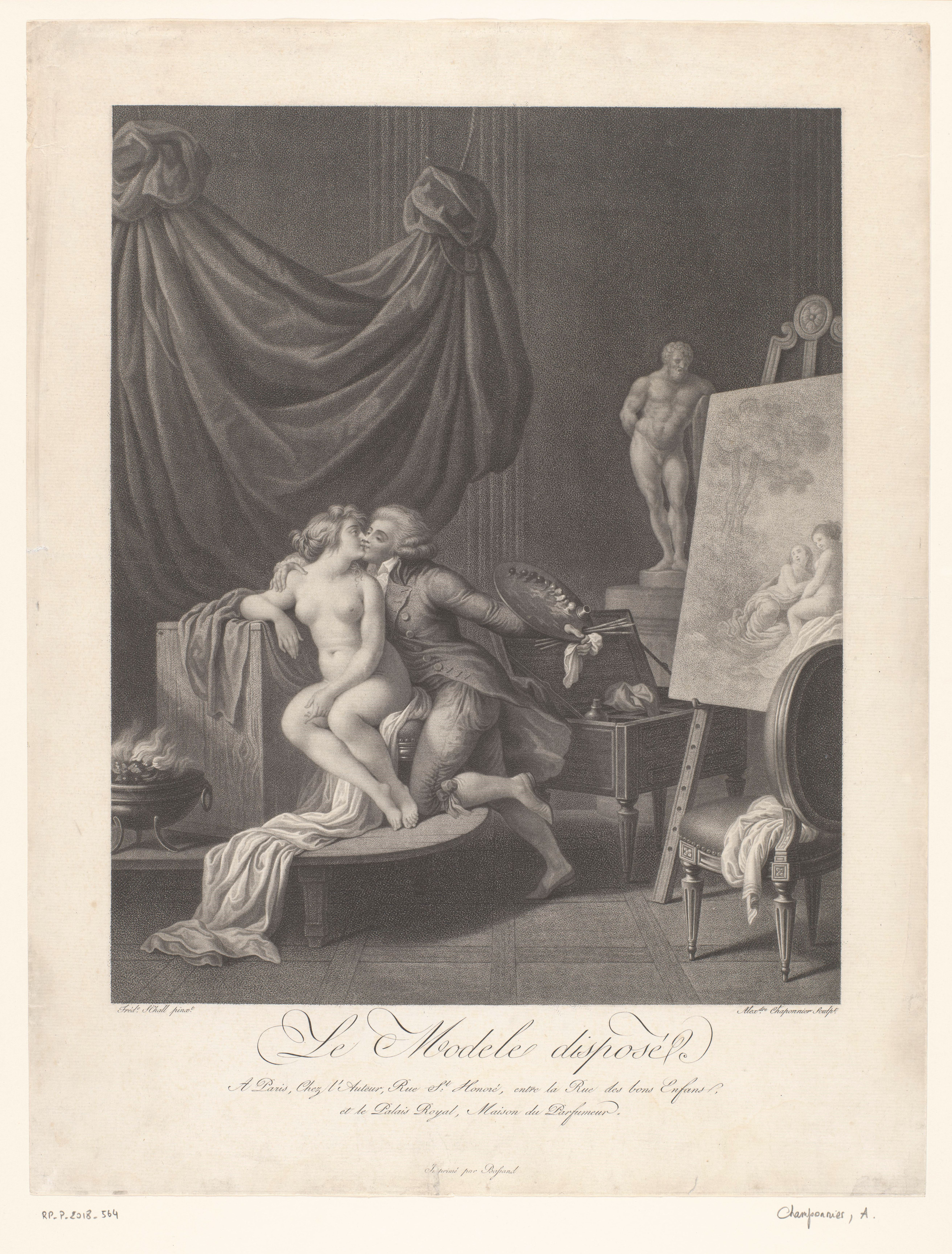
Le Modèle disposé (1790) d'après Schall
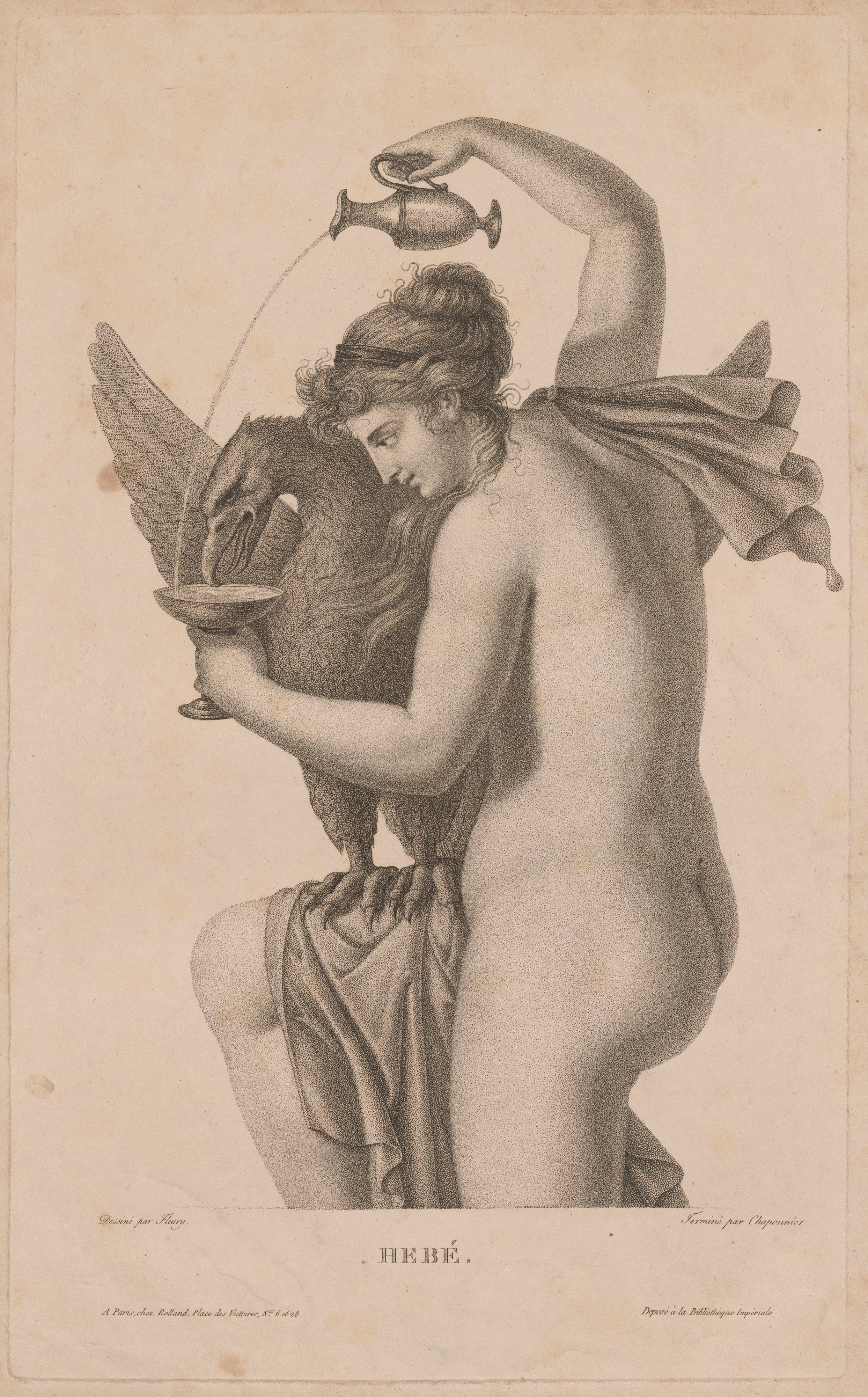
Hébé d'après Fleury (National Gallery of Art)
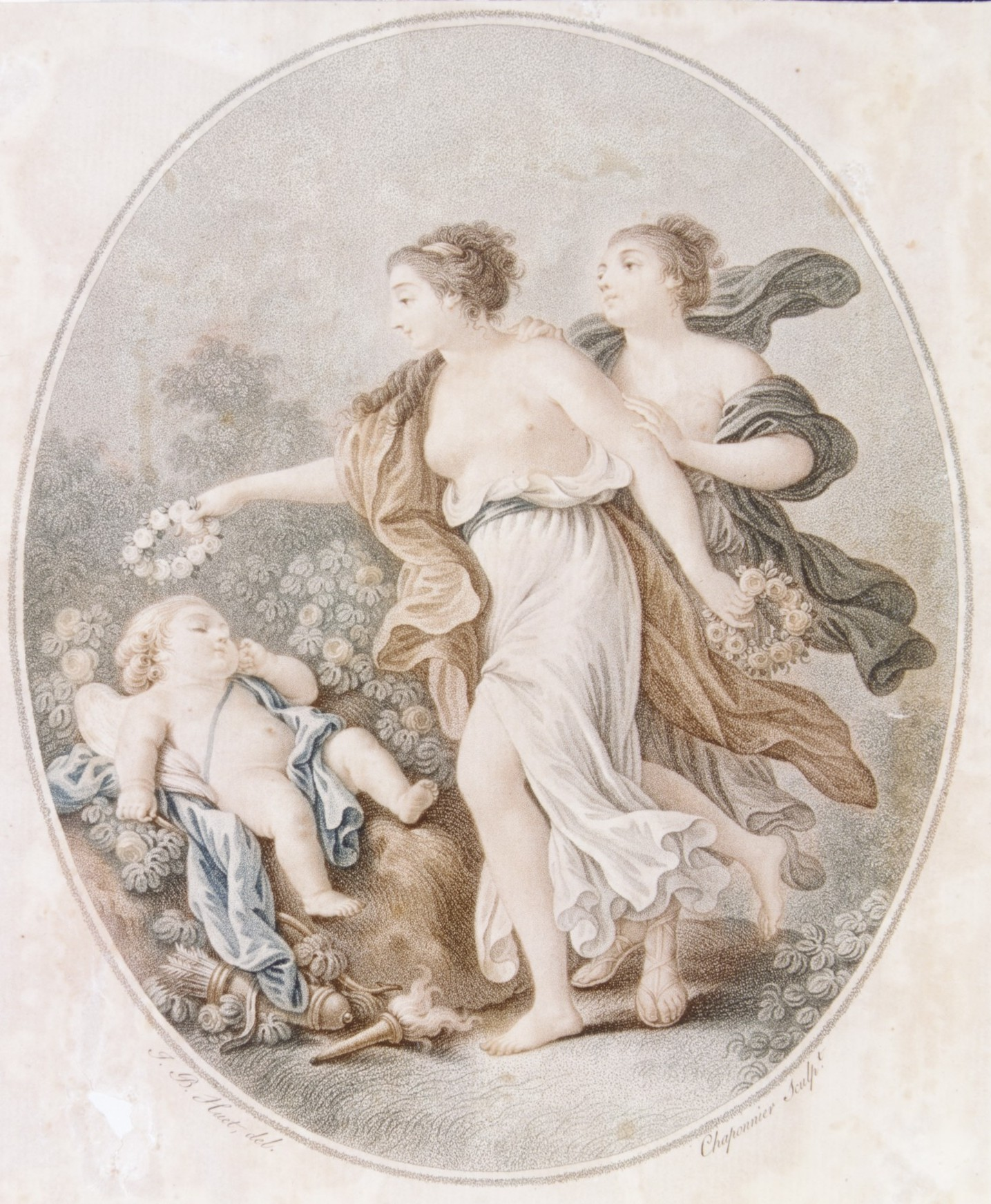
L'Amour couronné par les Grâces d'après Huet (MET).